# فريدريك بروك
فريدريك بروك (بالإنجليزية: Frederick Brock)‏ (1 يناير 1901 بهدرسفيلد في المملكة المتحدة - ) هو لاعب كرة قدم بريطاني في مركز الدفاع. لعب مع هدرسفيلد تاون.